# Gusinje
Gusinje (montenegrino: Гусиње, albanese: Guci / Gucia) è un comune del Montenegro, a 1014 metri s.l.m. nella valle della Ljuča, poco lontana dal confine con l'Albania. Fino al 2014 Gusinje apparteneva amministrativamente al più popoloso comune confinante di Plav.

## Società

### Popolazione
Nel censimento del 2011 la popolazione del comune aveva 1673 abitanti. La ripartizione in base alle etnie era la seguente:
| Gruppi etnici (censimento del 2011) | Gruppi etnici (censimento del 2011) | Gruppi etnici (censimento del 2011) |
| Gruppo etnico                       | Abitanti                            | Percentuale                         |
| ----------------------------------- | ----------------------------------- | ----------------------------------- |
| Bosgnacchi                          | 1.098                               | 65,63%                              |
| Musulmani                           | 294                                 | 17,57%                              |
| Albanesi                            | 182                                 | 10,88%                              |
| Montenegrini                        | 46                                  | 2,75%                               |
| Serbi                               | 28                                  | 1,67%                               |
| Altri/non dichiarati                | 25                                  | 1,49%                               |
| Totale                              | 1.673                               | 100%                                |

## Storia
Già nel XIV secolo Gusino era menzionata nei documenti medioevali come villaggio e stazione lungo la via carovaniera Cattaro - Scutari - Podgorica - Peć. 
Dalla seconda metà del secolo XV ai primi decenni del secolo XVIII, molte famiglie originarie di varie zone del mondo islamico emigrarono nel Vilayet del Kosovo, la provincia ottomana di cui faceva parte Gusinje. Dei documenti provenienti da Istanbul e risalenti al 1852 provano che alcune di queste famiglie, trasferitesi nell'Impero ottomano dalla Spagna islamica dopo l'espulsione degli ebrei e musulmani da Granada nel 1492, si stabilirono a Gusinje. La cittadina fu de facto indipendente dal 1878 al 1913, dal momento che quel tempo Gusinje era una delle città più popolose della regione nonché un importante centro commerciale. Dopo il trattato di Berlino del 1878, il Principato del Montenegro aveva ottenuto dall'Impero ottomano la cessione i distretti di Plav e Gusinje, abitati in maggioranza da albanesi. Tuttavia gli anziani del villaggio rifiutarono le nuove autorità e, grazie all'appoggio logistico fornito dalla Lega di Prizren, diedero il via ad una rivolta contro i Montenegrini. Tra il 1879 e il 1880 le milizie albanesi guidate da Ali Pasha di Gusinje impegnarono le forze armate montenegrine di stanza nella regione in un conflitto basato sulla guerriglia. Dopo i successi iniziali, gli Albanesi vennero sconfitti dalle truppe montenegrine guidate da Marko Miljanov nel 1880. Al termine del breve conflitto i distretti di Plav e Gusinje rimasero sotto sovranità ottomana e furono incorporati nel sangiaccato di Novi Pazar fino al 1913, anno in cui vennero conquistati dai Montenegrini al termine della prima guerra balcanica. 
Il 26 agosto 1916 arrivò l'11ª Squadriglia del Regio Esercito nell'ambito della Campagna di Albania.

## Curiosità e luoghi di interesse

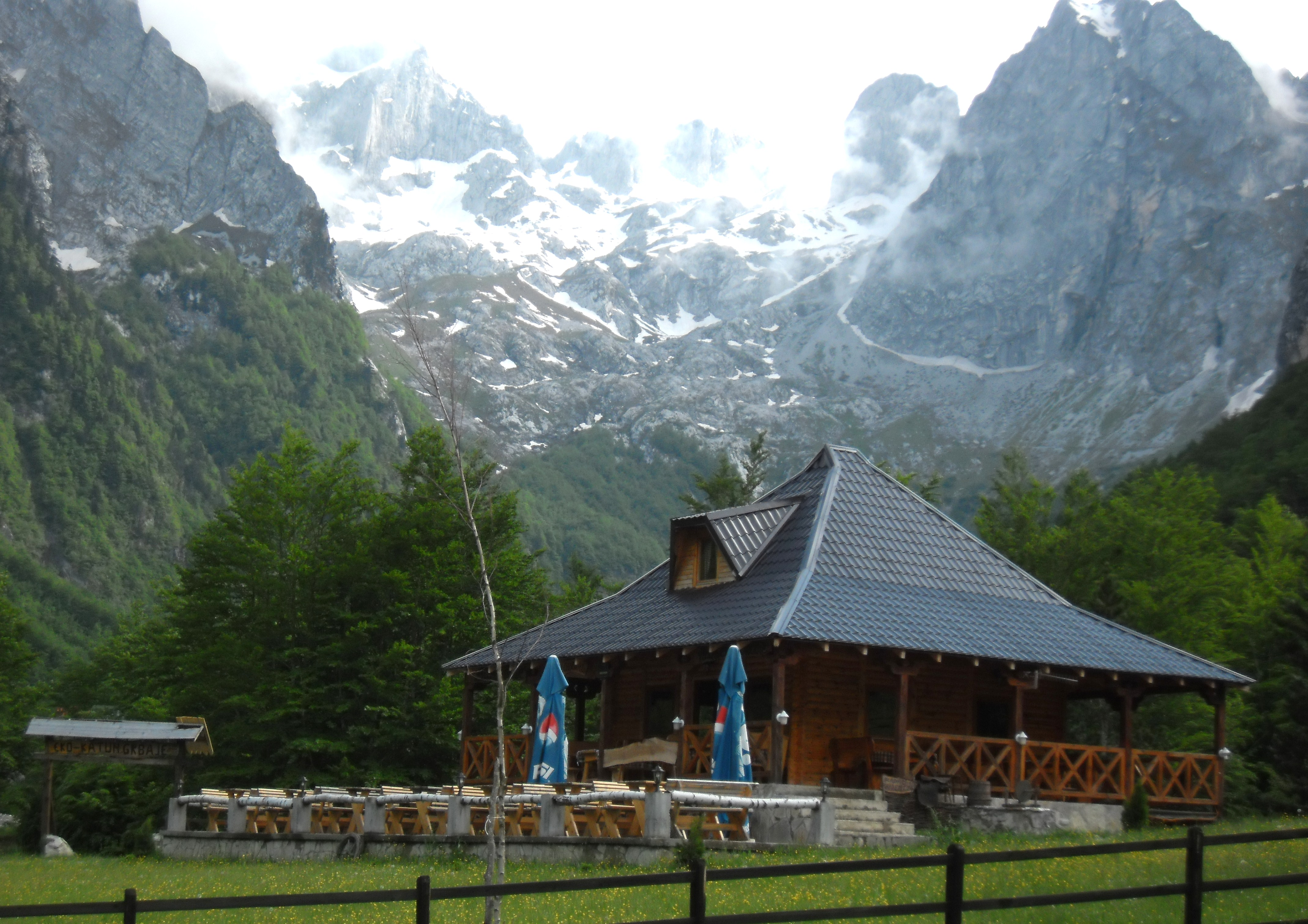
La catena montuosa del Prokletije a sud-ovest di Gusinje

Ci sono molti locali a Gusinje che servono specialità balcaniche chiamate ćevapi. Lungo la strada principale spiccano pasticcerie che servono grandi torte, dolci e caffè a prezzi davvero modici. Le cascate di Ali Pasha, in seguito chiamate di Ali Pasha di Gusinje, costituiscono la maggiore attrattiva della cittadina. Il torrente sgorga direttamente da una roccia formando molte piccole cascate. Questo luogo è particolarmente affollato il 2 agosto, data in cui ricorre l'anniversario dell'indipendenza di Gusinje. Oltre alle cascate suddette, parecchi turisti vanno a visitare il parco nazionale del Prokletije; le montagne iniziano poco più a sud del capoluogo.